# Geraldine Byrne Nason

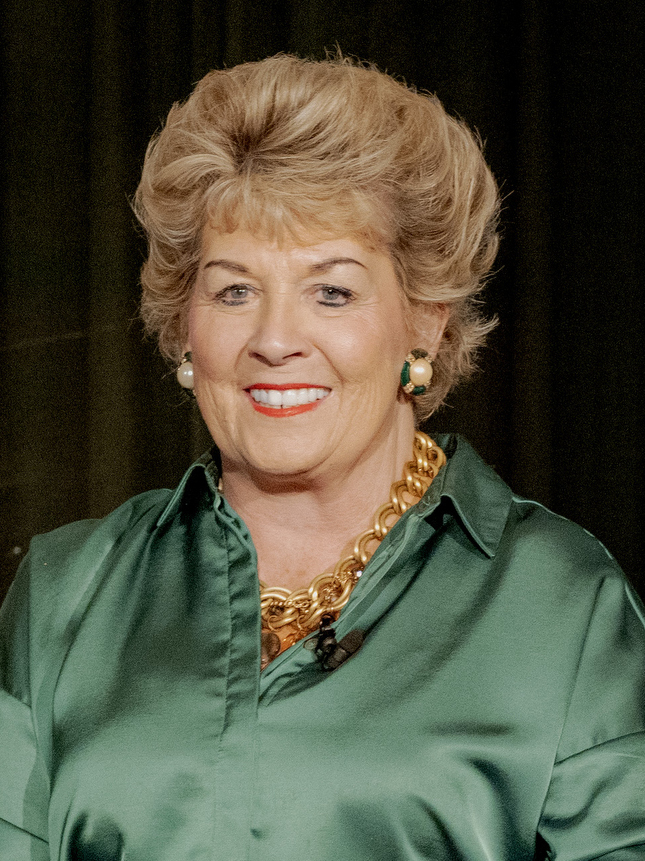
Geraldine Byrne Nason (2024)

Geraldine Byrne Nason (geb. 1959) ist eine irische Diplomatin. Sie ist ständige Vertreterin ihres Landes bei den Vereinten Nationen seit August 2017.

## Jugend und Ausbildung
Geraldine Nason wurde 1959 im ostirischen Drogheda geboren und besuchte dort Our Lady’s College. Sie studierte Literatur am St Patrick’s College in Maynooth und schloss mit einem B.A. in Irisch und Englisch und 1981 mit einem M.A. in Englisch ab.

## Karriere
Nason trat 1982 in den Dienst des irischen Außen- und Handelsministeriums ein. Sie war in den 1990er Jahren Regierungsdirektorin bei der OECD in Paris. Außerdem war sie bei UN-Organisationen in New York, Wien, Genf und Helsinki tätig.
Von 2011 bis 2014 war sie Second Secretary General in der Abteilung des irischen Regierungschefs Taoiseach, wodurch sie zur höchstrangigsten Frau im irischen Staatswesens aufstieg. Im Sommer 2014 erstellte sie eine Report über mögliche Probleme, die für Irland durch das Ausscheiden des Vereinigten Königreiches  aus der Europäischen Union (Brexit) entstehen könnten.
Im August 2014 wurde Nason zur Botschafterin Irlands für Frankreich und Monaco ernannt. Sie organisierte ein informelles Netzwerk aus weiblichen Botschaftern und Journalisten, die regelmäßig in der irischen Botschaft in Paris Alongside zusammentrafen.
Im August 2017 wurde Nason durch den irischen Ministerpräsidenten Leo Varadkar zur Ständigen Vertreterin Irlands bei der UN in New York ernannt, sie folgte David Donoghue in dieser Funktion. Sie wurde damit beauftragt, Anstrengungen zu unternehmen, für Irland im Jahr 2020 einen Sitz im UN-Sicherheitsrat zu sichern.
Aktuell (2019) leitet Nason die Kommission der Vereinten Nationen zur Rechtsstellung der Frau (UNCSW).

## Auszeichnungen und Ehrungen
- 2013: WXN (Women’s Executive Network) Award[9]
- 2014: Aufnahme in die Royal Irish Academy[10]
- 2015: Verleihung der Ehrendoktorwürde in Literatur durch die Universität Maynooth[11]

## Privatleben
Nason ist verheiratet mit Brian Nason und Mutter eines Sohnes.
Sie ist Mitglied im Netzwerk International Gender Champions, das sich für eine Geschlechtergerechtigkeit auch in internationalen Organisationen einsetzt.